# Platges de Pineda de Mar
Les platges de Pineda de Mar són les platges que conformen el litoral marítim del municipi de Pineda de Mar (Maresme), que abasta des del rierany dels Frares, que limita a ponent amb el municipi de Calella, fins al límit amb el municipi de Santa Susanna a llevant. Formen una extensa platja arenosa, de 2,7 quilòmetres de longitud, essent la platja més llarga de la costa del Maresme.
La sorra procedeix de l'aportació dels al·luvions de les rieres (torrent dels Frares, torrent de la Rasa i riera de Pineda) i especialment del riu Tordera, des de la seva desembocadura entre Blanes i Malgrat de Mar.
La construcció de la via del tren el 1859 separà el nucli urbà de la platja, i es construïren passos subterranis per a accedir-hi.
Antigament les platges de Pineda de Mar no tenien un nom diferenciador, i s'anomenava al conjunt platja de Pineda de Mar. L'Ajuntament va organitzar un concurs, en què els nens del municipi van decidir els noms de les platges: platja del Poblenou, platja dels Pescadors, platja de la Riera i platja dels Pins.
El 2005 l'Agència Catalana del Turisme va certificar Pineda de Mar amb la Marca Platja en Família. La fundació europea d'Educació Ambiental ha atorgat diversos anys la Bandera Blava a les platges de la Riera i dels Pescadors.

## Pesca
Tot i ser Pineda un poble de mar, l'activitat de la pesca no es va consolidar fins a mitjans del segle XVIII quan es va crear el Raval de mar, el barri de pescadors del poble. Fins aquell moment, les zones més properes al mar eren perilloses degut als atacs pirates i l'ofici de pescador només s'exercia durant els mesos de bon temps. Era una activitat que ocupava una petita part de la població, que combinaven la pesca amb el cultiu d'hortalisses per l'autoconsum.
L'època de màxima activitat pesquera va ser durant la dècada de 1940 amb un total aproximat de 200 pescadors en una població total de 3.004 habitants. Als anys 1960, molts pescadors van deixar la pesca o van combinar aquesta feina amb la indústria i el turisme. Actualment, els pescadors professionals que existeixen a la població ja no tenen les barques a la platja de Pineda sinó que, per qüestions de seguretat i rendiment, les tenen als ports propers d'Arenys de Mar i Blanes.

## Platges
| Platja                | Límits                                                                                              | Longitud | Foto |
| --------------------- | --------------------------------------------------------------------------------------------------- | -------- | ---- |
| Platja del Poblenou   | Entre el rierany dels Frares, que la separa de la platja Gran de Calella i la platja de la Riera.   | 634 m    |      |
| Platja de la Riera    | Entre la platja del Poblenou i la riera de Pineda.                                                  | 577 m    |      |
| Platja dels Pescadors | Entre el pluvial de davant del carrer Santiago Rossinyol i la riera de Pineda.                      | 1.082 m  |      |
| Platja dels Pins      | Entre la platja de les Dunes de Santa Susanna i el pluvial de davant del carrer Santiago Rossinyol. | 550 m    |      |